# Hugo Notario
Hugo César Notario (Clorinda, Formosa, 15 de febrero de 1980) es un exfutbolista Argentino.

## Trayectoria
Hugo César Notario nació en Clorinda, Formosa, Argentina el 15 de febrero de 1980, de pequeño comenzó jugando en la Escuela de Fútbol Diablos Rojos, también pasó por la Escuela de Fútbol infantil del Club Libertad de Clorinda. A los 15 años comenzó a jugar en Talleres de Clorinda para después pasar por Sportivo San Luis de Clorinda, en el año 1999 viajaria a Buenos Aires para probarse en Tigre, en su vuelta a Clorinda en el año 2000 volvió a jugar en Talleres de Clorinda. En el año 2002 pasaría a jugar en Defensores de Formosa de la ciudad de Formosa, en el año 2003 volvería a Clorinda para jugar en el Club Social y Deportivo Pilcomayo donde sería campeón y jugaria el Torneo Argentino B 2003/2004. Hacia fines del año 2003, Roberto Sánchez, le propondria probarse en el club paraguayo Sport Colombia el cual dirigía.
Tras consultarlo con su familia, que siempre lo apoyó, en el 2004 se convirtió en jugador de Sport Colombia durante un año y medio, debutó en el Campeonato Paraguayo de Fútbol 2004 convirtiéndose en futbolista profesional. El Sport Colombia descendería a la segunda división. En junio del año 2005, pasaría al Club 12 de Octubre para jugar el Torneo Clausura del Campeonato Paraguayo de Fútbol 2005 los primeros seis meses vinculado por medio de un acuerdo de palabra, y recién en el año 2006 firmaria un contrato profesional y jugaria el Campeonato Paraguayo de Fútbol 2006, elCampeonato Paraguayo de Fútbol 2007, y los Torneo Apertura 2008 donde convertiría 4 goles, y el Torneo Clausura 2008 donde convertiría 7 goles.
En el año 2009 le llegó la posibilidad de jugar en Chile donde firmó en Universidad de Chile que tenía como director técnico a Sergio Markarián, al que llega para reemplazar a su compatriota Raúl Estévez, por gestión e intervención del directivo Johnny Ashwell. La contratación de Hugo Notario fue un pedido del DT que lo vio jugando para el club 12 de octubre, estuvo 6 meses en el equipo, jugó poco, no convirtió goles, pero fue campeón del Torneo Apertura 2009 y jugaria la Copa Libertadores 2009, por su dedicación y amor al equipo fue muy bien recibido por los hinchas. 
En el año 2009 vuelve a Paraguay para jugar en Guaraní el Torneo Clausura 2009 donde convierte 4 goles, luego se coronaria campeón del Torneo Apertura 2010 convirtiendo 2 goles, tras su salida, continuó en Sport Colombia, Santaní y General Caballero. 
En el año 2012 Hugo Notario decide volver a jugar de manera amateur en el Club Libertad de Clorinda y se consagra campeón figura y goleador. 
A principios del año 2013 se suma a Sol de América para el Torneo Argentino “B” 2012/2013 donde queda eliminado en primera fase, llega a semifinales del Torneo Argentino “B” 2013/14 formando una dupla temible con Darío Gigena. Tras su salida de Sol de América, firma a medidas del año 2014 para jugar en Sarmiento de Resistencia en el Torneo Federal “A”, tras seis meses en el equipo chaqueño se desvincula y juega para Atlético Laguna Blanca el Torneo Federal “C” del año 2015. 
En el año 2015 vuelve a jugar en el club 12 de Octubre de Paraguay en la División Intermedia.
En los últimos años de su carrera jugó en Clorinda en los equipos de Juventud de Clorinda, 9 de Julio de Clorinda y Talleres de Clorinda.
En el año 2019 se retiró del futbol de manera oficial.

## Clubes
| Club                                  | País      | Año       |
| ------------------------------------- | --------- | --------- |
| Sport Colombia                        | Paraguay  | 2004-2005 |
| 12 de Octubre                         | Paraguay  | 2005-2008 |
| Universidad de Chile                  | Chile     | 2009      |
| Club Guaraní                          | Paraguay  | 2010-2011 |
| Sport Colombia                        | Paraguay  | 2011      |
| General Caballero ZC                  | Paraguay  | 2012      |
| Club Social y Deportivo Libertad      | Argentina | 2012      |
| Club Sol de América (Formosa)         | Argentina | 2013-2014 |
| Club Atlético Sarmiento (Resistencia) | Argentina | 2014      |
| 12 de Octubre                         | Paraguay  | 2015      |
| Club Juventud de Clorinda             | Argentina | 2016-2017 |
| Talleres de Clorinda                  | Argentina | 2017-2019 |

## Palmarés

### Campeonatos nacionales
| Título          | Club                 | País     | Año  |
| --------------- | -------------------- | -------- | ---- |
| Torneo Apertura | Universidad de Chile | Chile    | 2009 |
| Torneo Apertura | Club Guaraní         | Paraguay | 2010 |